# Estación de Morón de Almazán
Morón de Almazán fue una estación de ferrocarril situada en el municipio español de Morón de Almazán, en la provincia de Soria. Las instalaciones formaban parte de la línea Valladolid-Ariza y estuvieron en servicio entre 1895 y 1994.

## Historia
Tras varios años de obras, la línea Valladolid-Ariza fue abierta al tráfico en enero de 1895. Los trabajos de construcción corrieron a cargo de la compañía MZA, que en el municipio de Morón de Almazán levantó una estación de 3.ª clase. Las instalaciones disponían de un edificio de viajeros, un muelle-almacén de mercancías y varias vías de servicio o cargadero.
En 1941, con la nacionalización del ferrocarril de ancho ibérico, las instalaciones pasaron a manos de RENFE. 
Con el paso de los años la estación fue rebajada a la categoría de apeadero-cargadero sin personal, reflejo de la decadencia que atravesaba la línea férrea. En enero de 1985 las instalaciones, al igual que ocurrió con el resto del trazado, fueron cerradas al tráfico de pasajeros. La antigua estación fue reclasificada como cargadero y se mantuvo operativa durante algún tiempo para los trenes de mercancías. Dejó de prestar servicio con la clausura definitiva de la línea en 1994.